# إدوارد نيكولاس هوبكينز
إدوارد نيكولاس هوبكينز هو فلاح وسياسي كندي، ولد في 3 أكتوبر 1854، وتوفي في 14 يوليو 1935 في موسجاو في كندا. انتخب عضو مجلس العموم الكندي.